# 다이노우라

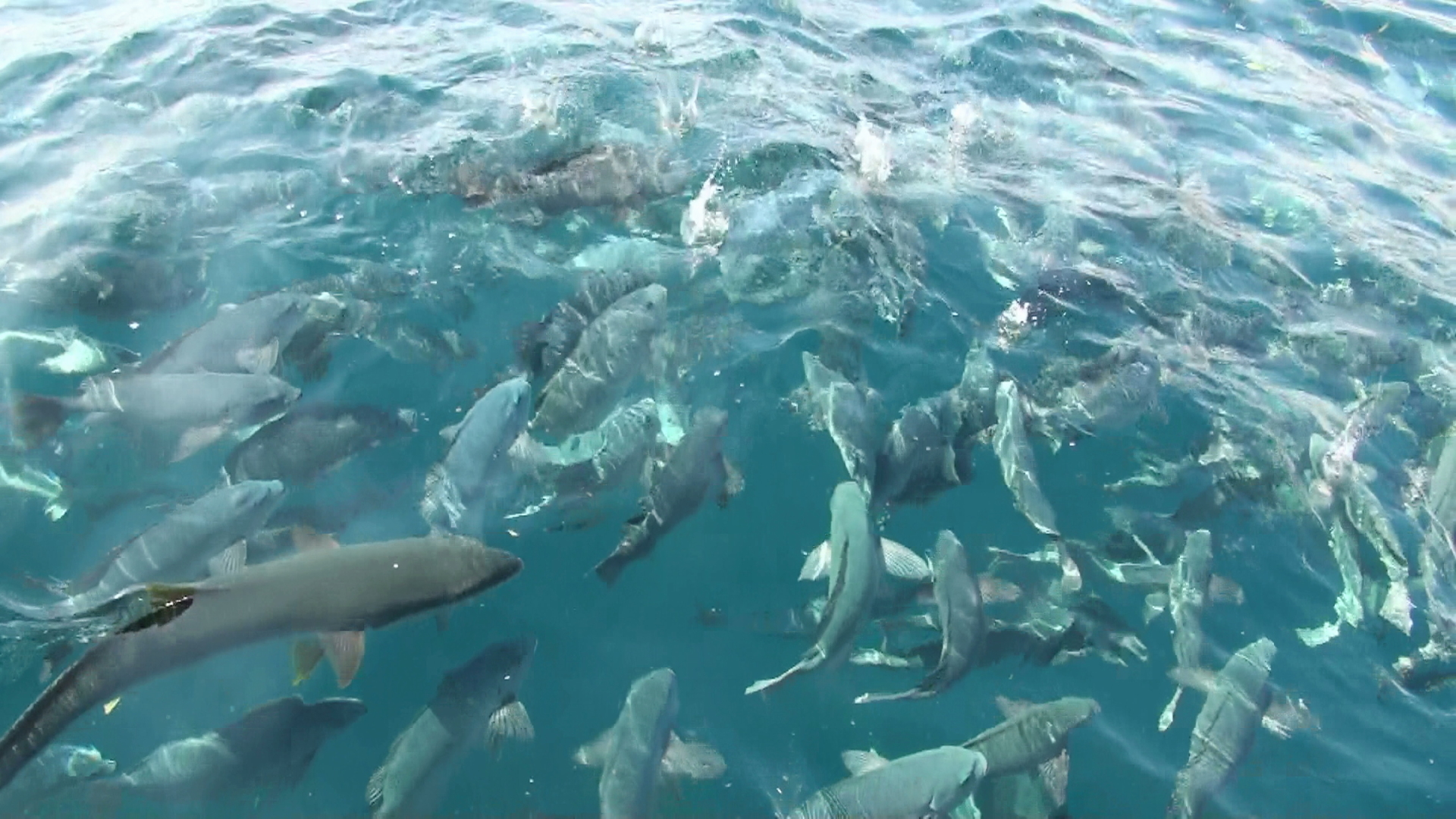
일본 정부 지정 특별천연기념물인 다이노우라 참돔 서식지. (2011년 10월 촬영)

다이노우라(일본어: 鯛の浦, たいのうら)는 일본 지바현 가모가와시의 우치우라 만에서 뉴도가사키 언덕 사이에 걸쳐 있는 연안부의 일부를 가리키는 말이다. "묘노우라" (일본어: 妙の浦)라고도 한다. 참돔 무리의 군락지로 유명하며, 일본 정부는 이 곳을 "다이노우라 참돔 서식지"라는 명칭으로 특별천연기념물로 지정해 보호하고 있다. 때문에 다이노우라 해역에서는 낚시를 할 수 없다. 이 일대를 돌아볼 수 있는 유람선이 운행하고 있다.
다이노우라는 동일본 여객철도 소토보 선의 아와코미나토역에서 가깝다.